# استان کوچی
استان کوچی یکی از استانهای کشور ژاپن است که در جزیره شیکوکو قرار گرفته‌است. مساحت آن ۷۱۰۴ کیلومتر مربع می‌باشد. جمعیت این استان در سال ۲۰۰۵ نزدیک به هشتصد هزار نفر برآورد شده‌است.
استان کوچی از نظر تقسیمات کشوری بخشی از ناحیه شیکوکو به حساب می‌آید. مرکز این استان شهر کوچی است.